# Flottiglia del Caspio

Distintivo da braccio per militari della Flottiglia del Caspio.

La Flottiglia del Caspio (cirillico: Каспийская флотилия, ovvero Kaspijskaja Flotilija) è la componente della Marina Russa che opera nel Mar Caspio. Un tempo rivestita solo di un ruolo secondario, ha assunto importanza dopo il crollo dell'URSS, a causa delle tensioni internazionali con l'Iran e del ruolo fondamentale che ha il Caspio nel commercio internazionale di petrolio. Nel 2008 tale flottiglia è in fase di riequipaggiamento. Il quartier generale è ad Astrachan'.

## Storia

### Il periodo zarista
La necessità della presenza di unità militari navali operative nella zona del Mar Caspio emerse in seguito all'espansione delle relazioni commerciali della Russia con la Persia, in modo da proteggere i collegamenti commerciali lungo il Volga.
La prima fase fu costituita da un editto dello zar datato 19 luglio 1667, che stabiliva la necessità di costruire navi presso il villaggio di Dedinovo. Il 14 novembre dello stesso anno giunse in zona l'Orël, il primo vascello militare russo a tre alberi. Contemporaneamente, vennero costruiti uno yacht ed un altro paio di navi di piccole dimensioni. Queste navi vennero varate nel 1669 e raggiunsero Astrachan', ma furono bruciate l'anno seguente durante una rivolta.
Nel 1704, lo zar Pietro il Grande ordinò la costituzione di un cantiere navale a Kazan', capace di costruire navi appositamente per il Mar Caspio. Pietro, infatti, iniziava a manifestare un concreto interesse per questa regione, che aveva delle potenzialità notevoli. Controllare tale regione, infatti, voleva dire essere in grado di stabilire delle relazioni commerciali dirette tra il suo impero e le regioni dell'Asia Centrale, fino all'India. L'ostacolo al completo dominio russo sul Caspio era però rappresentato dalla Persia, che all'epoca era abbastanza forte da ostacolare i piani di Pietro.
La spedizione contro la Persia venne organizzata con molta cura. Il 18 luglio 1722, 22.000 uomini sotto il comando del generale ammiraglio Apraksin, a bordo di 274 imbarcazioni di tutti i tipi, salparono da Astrachan' diretti verso i domini persiani. Lo sbarco avvenne nei pressi di Enzeli, nel dicembre 1722. I russi riportarono numerose vittorie, e nel luglio 1723, raggiunsero Baku. Nel settembre dello stesso anno i persiani accettarono la pace, e cedettero ai russi Derbent, Baku e Shirvan in Azerbaigian, e le regioni iraniane di Gilan e Mazandaran.
Mentre la guerra era in corso, il 4 novembre 1722, un editto reale stabilì la creazione di un porto militare ad Astrachan', con la conseguente formazione di una Flottiglia. Tale decisione venne presa perché era chiaro che non sarebbe stata sufficiente una guerra per assicurarsi il dominio del Mar Caspio, ed era necessaria la presenza costante di una forza navale.
Infatti, i conflitti per il controllo del Caspio durarono circa un secolo, e fu solo nel 1813, con la conclusione della pace di Gyulistanskogo, che i russi perseguirono finalmente il loro obiettivo. Il trattato, infatti, stabiliva che solo i russi avessero il diritto di mantenere una flotta militare nel Caspio.
Nel 1867, la principale base della Flottiglia divenne Baku, poiché era un porto libero tutto l'anno dai ghiacci.
La flottiglia rimase per lungo tempo poco numerosa. Infatti, all'inizio del 1900, risultavano a carico appena due cannoniere ed un certo numero di navi a vapore.

### Il periodo sovietico
Il ruolo della Flottiglia nella prima guerra mondiale fu del tutto secondario. Infatti, i suoi compiti erano limitati al controllo dei commerci e delle attività di pesca nella regione del Caspio.
I sovietici si stabilirono nella regione nel 1917. Per fornire appoggio all'Armata Rossa, nell'aprile 1918 istituirono la Flotta Militare della Regione di Astrachan' (cirillico: Военный флот Астраханского края, ovvero Voennyj Flot Astrachanskogo Kraja), che fu rinforzata con torpediniere e sottomarini provenienti dalla Flotta del Baltico. Il 13 ottobre dello stesso anno, questa unità venne rinominata Flottiglia Militare di Astrachan'-Caspio (cirillico: Астрахано-Каспийская военная флотилия, ovvero Astrachano-Kaspijskaja Voennaja Flotilija).
In seguito all'arrivo a Baku degli inglesi nel 1918, una parte della flottiglia venne disarmata, mentre il resto riuscì a rifugiarsi presso il porto di Petrovskij (oggi Machačkala). Quindi, nel luglio 1919, la Flottiglia Militare di Astrachan'-Caspio fu unita con la Flottiglia Militare del Volga (cirillico: Волжская военная флотилия, ovvero Volžskaja Voennaja Flotilija): il risultato fu una nuova unità organica, che ricevette il nome di Flottiglia Militare del Caspio-Volga (cirillico: Волжско-Каспийская военная флотилия, ovvero Volžsko-Kaspijskaja Voennaja Flotilija). Il primo maggio 1920 ci fu l'ennesimo cambio di nome, e la precedente flottiglia divenne la Flotta del Caspio. All'epoca, tale unità era composta da tre incrociatori ausiliari, dieci torpediniere, quattro sottomarini ed altre unità.
Nel luglio 1919, la Flotta del Caspio, insieme con la Flotta Rossa dell'Azerbaijan Sovietico, iniziò a combattere al fianco dei bolscevichi, prendendo parte a duri combattimenti nel Volga, e partecipando a diverse battaglie (tra cui Kazan', Simbirsk, Syzran', Samara, Chistopol' e Elabuga). La guerra in questa regione durò fino al 1920, quando i resti delle armate bianche, insieme agli inglesi, si rifugiarono in Iran. Inseguiti dalla flotta, evacuarono le coste persiane del Caspio, ove i bolscevichi al comando di Fëdor Raskolnikov fondarono la effimera RSS Persiana. Nel luglio dello stesso anno, le due flotte furono fuse nelle Forze Navali del Mar Caspio (cirillico: Морские Силы Каспийского моря, ovvero Morskie Sily Kaspijskogo Morja): dopo molteplici cambi di nome e riorganizzazioni, questa denominazione resisterà per undici anni, ovvero fino al 27 giugno 1931, quando nacque ufficialmente la Flottiglia del Caspio.
Durante la seconda guerra mondiale, la flottiglia si limitò in un primo tempo a svolgere i soliti servizi di sorveglianza. In seguito tuttavia, in occasione dell'occupazione anglo-sovietica dell'Iran, la Flottiglia del Caspio fu responsabile del controllo della parte settentrionale del Paese. Inoltre, svolse un ruolo fondamentale per la scorta ai convogli, soprattutto durante la battaglia di Stalingrado. Tale ruolo gli venne riconosciuto alla fine della guerra quando la Flottiglia fu decorata con l'Ordine della Bandiera rossa.
I compiti della Flottiglia non mutarono durante la guerra fredda. Ricordiamo comunque che, nel Mar Caspio, si svolsero i test per lo sviluppo degli ekranoplani.

## La dissoluzione dell'URSS e la spartizione della Flottiglia
In seguito alla dissoluzione dell'Unione Sovietica, nel Mar Caspio comparvero dei nuovi "attori", che si aggiunsero ai due tradizionali (Russia ed Iran). In questo ambito, la Flottiglia del Caspio costituì un forte motivo di tensione tra la Russia, il maggiore dei Paesi della neonata CSI, ed Azerbaigian, Turkmenistan e Kazakistan, che richiesero un'aliquota dell'unità militare. Nel marzo 1992, si arrivò ad un primo accordo per la spartizione, ed i russi furono costretti a ritirarsi dai territori delle nuove repubbliche. La cosa fu particolarmente grave a causa della forzata rinuncia alla città di Baku (divenuta capitale dell'Azerbaigian), che era la sede della Flottiglia. Per questa ragione, i russi furono costretti a trasferire i comandi e le strutture a Machačkala ed Astrachan', che divenne la nuova sede del comando.
L'effettiva divisione delle navi avvenne tra il 1992 ed il 1995. In seguito a tale spartizione, la flottiglia non fu capace di perseguire la sua missione di contrasto al contrabbando. Inoltre, nessun aiuto in questo ambito poteva venire dagli altri Paesi della CSI, soprattutto per l'incapacità, da parte delle nuove repubbliche, di mantenere in efficienza le unità a loro carico.
Quindi, nella metà del 1997, i russi decisero di rinforzare la flottiglia ed espandere le sue attività. Nello specifico, furono stanziati fondi destinati non solo alla costruzione di nuove unità, ma anche alla creazione di ulteriori installazioni costiere per le navi. Inoltre, per incrementare le capacità anfibie, le unità della fanteria di marina furono dotate anche di trasporti truppa corazzati. Tali misure provocarono un aumento generale dell'operatività della Flottiglia. Tra le altre cose, si registrò un incremento delle visite ai porti iraniani.

## La situazione attuale
Nel nuovo contesto geopolitico, la Flottiglia del Caspio ha riacquistato valore. In particolare, le attuali tensioni con l'Iran rendono questa unità un importante strumento di stabilizzazione. Inoltre, alla Flottiglia è affidata, in generale, la difesa degli interessi della Federazione Russa nella regione, interessi che sono piuttosto importanti, considerato il ruolo che ha il Mar Caspio nel commercio di petrolio.
Nello specifico, la Flottiglia del Caspio si occupa di:
- difesa dei confini meridionali russi;
- contrasto al terrorismo;
- lotta al narcotraffico.

Per permettere a questa unità di svolgere con successo i suoi compiti, il piano di rafforzamento navale che la riguarda ha per oggetto la costruzione di unità progettate appositamente per operare nel Caspio. La maggiore unità della Flottiglia è sicuramente la Tatarstan, una fregata della classe Gepard. Un'altra unità risulta in costruzione, ma non si sa se sarà destinata al Mar Caspio. Sicuramente destinate al Caspio, invece, saranno le corvette della classe Buyan, appositamente progettate per operarvi. Il fatto che una classe di sette unità (una in servizio ed altre due in costruzione) sia stata appositamente studiata per operare nel Mar Caspio è un indice della grande importanza che la regione (e quindi la Flottiglia, che vi opera) ha assunto per la Russia oggi.

## Organizzazione
La Flottiglia del Caspio è composta da 20.000 uomini (dati del 2000). Come tutte le flotte russe, oltre alla componente navale risultano presenti anche unità terrestri ed aeree.

### La componente terrestre
Il comando delle locali truppe costiere è ad Astrachan'. L'unità principale è sicuramente la 77ª Brigata Indipendente Marines, a Kaspijsk. Tale unità era composta da circa 3.000 uomini, equipaggiati con mezzi blindati. Questa brigata, nel 1999 è stata schierata anche in Cecenia. Questa unità è stata sciolta nel 2008.
Ad Astrachan', vi è poi un reggimento missilistico costiero.

### La componente navale
I compiti della Flottiglia del Caspio riguardano fondamentalmente il controllo delle vie commerciali e la lotta al contrabbando. Tali compiti sono solitamente svolti dalla Guardia di Frontiera Federale Russa. Di conseguenza, questa agenzia svolge un ruolo fondamentale, per quanto riguarda gli organici navali della Flottiglia. In particolare, fornisce praticamente tutte le unità da combattimento. In generale, comunque, la Flottiglia è composta da una settantina di unità di tutti i tipi, comprese le navi da appoggio.
- 106ª Brigata della Guardia Costiera, da cui dipendono due Divisioni. Occorre specificare che a carico di questa unità vi è anche l'unico esemplare operativo della classe Gepard, una moderna nave da combattimento costruita nell'ambito del programma di riequipaggiamento della Flottiglia.
  - 250ª Divisione Imbarcazioni Missilistiche, con comando a Machačkala. Equipaggiata con motocannoniere della classe Tarantul, motosiluranti della classe Turya e dragamine della classe Sonya.
  - 242ª Divisione, con comando a Kaspijsk. Equipaggiata con hovercraft delle classi Džejran e Lebed.
- 73ª Brigata della Guardia Costiera, con comando a Zolotoy Zaton. Risulta composta da tre Divisioni.
  - 33ª Divisione Navale della Guardia Costiera, con comando a Zolotoy Zaton. Equipaggiata con dragamine della classe Sonya, motocannoniere della classe Osa II, pattugliatori fluviali della classe Schmel e classe Ondatra.
  - 48ª Divisione della Guardia Costiera, con comando a Nikolo-Komarovka. Equipaggiata con dragamine della Yevgenya e progetto 697DBZ.
  - 327ª Divisione AKA, con comando a Nikolo-Komarovka. Equipaggiata con pattugliatori fluviali della classe Schmel.

Le missioni di appoggio sono svolte da quattro divisioni. Di queste, due sono da supporto navale (comandi a Trudfront e Machačkala). Sono equipaggiate con unità per deperming della classe Bereza, pattugliatori della classe Mayak, T-43 modificati, e navi della classe Pozharnyi.
Vi è poi una Divisione Navale da Recupero (Astrachan') con unità di supporto delle classi Katyn, T-43 modificati e Nyriat, e la 556ª Divisione Navale Idrografica ad Astrachan', con navi delle classi Kamenka, Nyaga e Biya.

### Aviazione
La componente aerea della Flottiglia del Caspio è molto scarsa. Nello specifico, ad Astrachan' vi è l'11 Gruppo di Volo Indipendente, con un paio di aerei, che dovrebbe dipendere direttamente dal comando della Flottiglia.
L'aviazione navale è composta esclusivamente da uno squadrone indipendente equipaggiato con elicotteri Mi-8. Tale unità ha sede a Kaspijsk.

## Comandanti

### Federazione Russa
- Vice Ammiraglio Boris Zinin (1991 - 1996)
- Vice Ammiraglio Vladimir Masorin (1996 - 2002)
- Vice Ammiraglio Jurij Starcev (2002 - 2005)
- Vice Ammiraglio Viktor Kravčuk (2005 - 2009)
- Vice Ammiraglio Sergej Alekminskij (2010 - 2014)
- Capitano di 1º classe Il'dar Achmerov (2014 - 2015)
- Contrammiraglio Igor' Osipov (2015 - 2016)
- Vice Ammiraglio Sergej Pinčuk (2016 - 2021)
- Vice Ammiraglio Aleksandr Peškov (2021 - 2024)
- Contrammiraglio Oleg Zverev (2024 - in servizio)